# Šlosiar
Šlosiar (1092 m) – szczyt w zachodniej części Niżnych Tatr na Słowacji. Znajduje się w tzw. Grupie Salatynów (Salatiny) w dolnej części Doliny Lupczańskiej (Ľupčianska dolina). Wznosi się w grzbiecie Salatínki oddzielającym dolinę potoku Ľupčianka od doliny jej dopływu – Salatyńskiego Potoku. Ľupčianka dokonała w jego dolnej części przełomu między szczytem Šlosiara i Przedniej Magury.
Šlosiar znajduje się w obrębie Parku Narodowego Niżne Tatry. Jest całkowicie porośnięty lasem i nie prowadzi przez niego żaden szlak turystyczny.